# Maltiotunturi
Maltiotunturi är ett berg i Finland. Det ligger i den Savukoski kommun i landskapet Lappland, i den norra delen av landet, 800 km norr om huvudstaden Helsingfors. Toppen på Maltiotunturi är 478 meter över havet.
Terrängen runt Maltiotunturi är huvudsakligen platt, men österut är den kuperad. Maltiotunturi ligger uppe på en höjd som går i öst-västlig riktning.  Trakten runt Maltiotunturi är nära nog obefolkad, med mindre än två invånare per kvadratkilometer. Det finns inga samhällen i närheten. 